# Christos Konstandinidis
Christos Konstandinidis, gr. Χρήστος Κωνσταντινίδης (ur. 10 maja 1965) – grecki sztangista, olimpijczyk (1988), srebrny medalista igrzysk śródziemnomorskich (1993). Startował w wadze lekkiej (do 67,5 kg).

## Osiągnięcia

### Letnie igrzyska olimpijskie
- Seul 1988 – 8. miejsce (waga lekka)

### Igrzyska śródziemnomorskie
- Langwedocja-Roussillon 1993 –  srebrny medal (waga lekka)